# Gynoplistia erinundra
Gynoplistia erinundra là một loài ruồi trong họ Limoniidae. Chúng phân bố ở miền Australasia.